# Argyrodes borbonicus
 (juin 2021).
- Si vous ne connaissez pas le sujet, laissez ce bandeau (vous pouvez alors contacter les auteurs).
- Si vous supprimez le contenu mis en cause (vous pouvez préalablement contacter les auteurs),

argumentez précisément cette suppression dans la page de discussion
(un manque de référence n'est pas un argument ; une recherche réelle de référence doit avoir été effectuée, être formellement documentée).
 (juin 2021).
Espèce
Argyrodes borbonicus est une espèce d'araignées aranéomorphes de la famille des Theridiidae.

## Distribution
Cette espèce est endémique de La Réunion. Elle fait donc partie  de la faune française d' Outre-Mer.

## Description
L'aspect  du prosoma mâle ('Fig. ) rappelle quelque peu celui d'Argyrodes chounguii (Mayotte) et de certaines espèces néotropicales du groupe spécifique d' Argyrodes trigonum (Exline & Levi, 1962) dont l'araignée est,  par ailleurs,très différente.
Longueur totale = 3,6 à 4 mm.
La livrée est à peu près semblable dans les deux sexes.

### Prosome
Le céphalothorax est brun et blanchâtre portant chez le mâle deux protubérances ou projections céphaliques bien visibles en microscopie électronique à balayage (Fig.1), l'une interoculaire, peu marquée, et l'autre en "corne" clypéale ascendante, la bosse frontale évoquant aussi l'aspect d'un "nez" d'où son rattachement au morphotype "nasuté" des Argyrodes. Chacune de ces saillies est garnie d'un toupet de poils et renferme la classique glande clypéale ou acronale des Argyrodes mâles. d'un volume toutefois réduit. Les pattes sont longues, tachées de brun. L'abdomen élevé, est bifide à son extrémité.

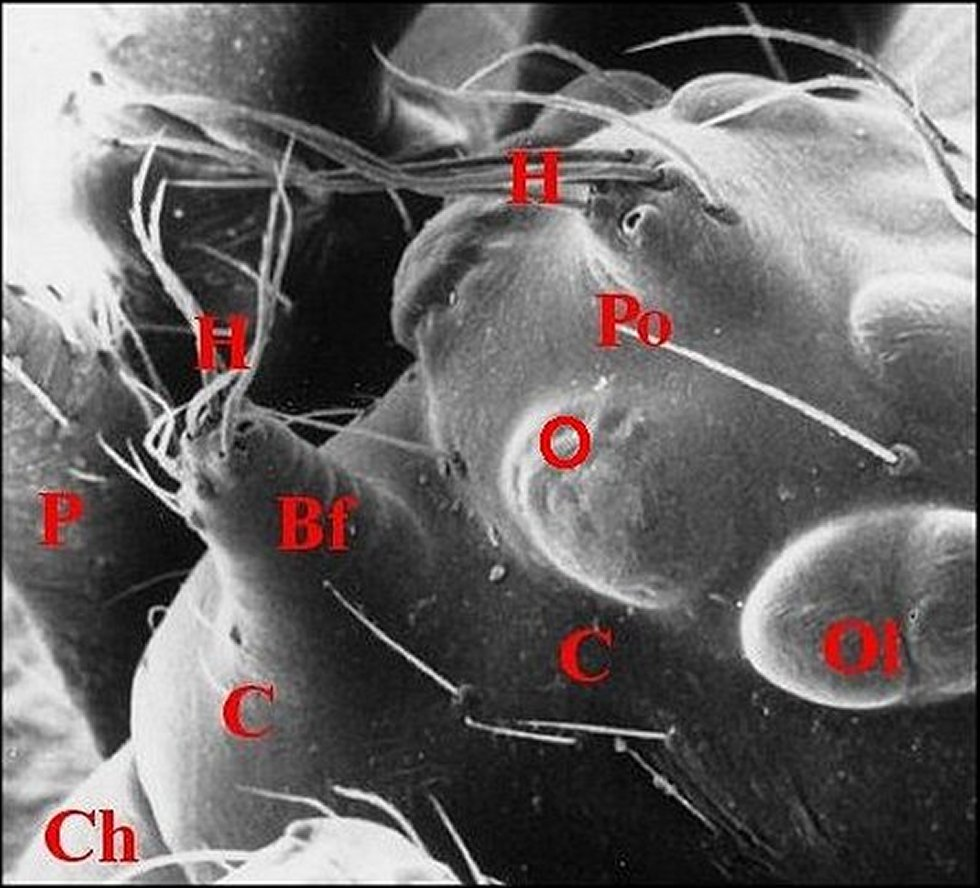
Fig.1 - Prosoma d' Argyrodes borbonicus mâle. La Réunion. M.E.B. Bf, bosse frontale - C, clypéus - Ch, chélicère - H, poils - O, œil - Po, protubérance oculaire.

## Éthologie
Elle vit sur la toile des Cyrtophora et de Nephilingis borbonica  avec Argyrodes minax.

## Étymologie
Son nom d'espèce lui a été donné en référence au lieu de sa découverte, l'île Bourbon.

## Publication originale
- Lopez, 1990: Contribution à l'étude des araignées réunionnaises: Note préliminaire. Bulletin de la Société Sciences Nat. (Venette-Compiègne), no 67, p. 13-22.